# La máscara de hierro (película de 1929)
La máscara de hierro es una película estadounidense de 1929 dirigida por Allan Dwan. Es adaptación de la última parte de la novela de Alexandre Dumas El vizconde de Bragelonne, que se basa en la leyenda francesa de El hombre de la máscara de hierro.